# Субституція (мовознавство)
Субституція — вживання одного мовного елемента замість іншого, аналогічного.

В залежності від мовного елемента:
- Субституція — заміна в запозичених словах чужого звука своїм.
- Субституція — група способів словотворення, при яких відбувається заміна частин слів. При цьому усікатися і додаватися може не тільки морфема, а й неморфемний сегмент.
- Субституція — взаємозамінювання мовних складників у межах певного контексту з урахуванням їх функціональних можливостей, ознак самтожності, парадигматичних та синтагматичних зв'язків[1].